# Croton polytomus
Espèce
Classification APG III (2009)
Croton polytomus est une espèce de plantes à fleurs du genre Croton et de la famille des Euphorbiaceae, présente à Hispaniola.

## Synonymes
- Croton koehneanus Urb.
- Croton krugianus Urb.